# Lampo (1900)
«Лампо» (італ. Lampo) — ескадрений міноносець ВМС Італії початку XX століття однойменного типу.

## Історія створення
Ескадрений міноносець «Лампо» був закладений 16 травня 1899 року на верфі «Schichau-Werke» в Ельбінгу. Спущений на воду 7 жовтня 1899 року, 23 червня 1900 року вступив у стрій. 

## Історія служби
Есмінець брав участь в італійсько-турецькій війні.
З початком Першої світової війни «Лампо» (разом з однотипними «Дардо», «Страле», «Еуро» та «Остро») був включений до складу VI ескадри есмінців. Командував кораблем капітан III рангу Кастільйоні (італ. Castiglioni).
Оскільки на той момент есмінець вже був застарілий, він, як і однотипні кораблі, не залучався до активних дій. 
Протягом 1915-1918 років есмінець був переобладнаний на мінний загороджувач. Він міг нести 12 мін, глибинні бомби та протичовнові торпеди.
У 1920 році корабель був виключений зі складу флоту і зданий на злам.